# Psittacanthus
Psittacanthus är ett släkte av tvåhjärtbladiga växter. Psittacanthus ingår i familjen Loranthaceae.

## Dottertaxa tillPsittacanthus, i alfabetisk ordning[1]
- Psittacanthus acevedoi
- Psittacanthus acinarius
- Psittacanthus acuminatus
- Psittacanthus acutus
- Psittacanthus aequatorius
- Psittacanthus amazonicus
- Psittacanthus angustifolius
- Psittacanthus antioquiensis
- Psittacanthus atrolineatus
- Psittacanthus auriculatus
- Psittacanthus baguensis
- Psittacanthus barlowii
- Psittacanthus bergii
- Psittacanthus bicalyculatus
- Psittacanthus biternatus
- Psittacanthus bolbocephalus
- Psittacanthus bolivarensis
- Psittacanthus brachynema
- Psittacanthus brachypodus
- Psittacanthus brasiliensis
- Psittacanthus breedlovei
- Psittacanthus cajamarcanus
- Psittacanthus calcaratus
- Psittacanthus calyculatus
- Psittacanthus carinatus
- Psittacanthus carnosus
- Psittacanthus chanduyensis
- Psittacanthus chiriquianus
- Psittacanthus cinctus
- Psittacanthus circulatus
- Psittacanthus claviceps
- Psittacanthus clusiifolius
- Psittacanthus coccineus
- Psittacanthus complanatus
- Psittacanthus confertiflorus
- Psittacanthus cordatus
- Psittacanthus cordiae
- Psittacanthus corynocephalus
- Psittacanthus costanensis
- Psittacanthus costaricensis
- Psittacanthus crassicostatus
- Psittacanthus crassifolius
- Psittacanthus crassinervis
- Psittacanthus crassipes
- Psittacanthus cucullaris
- Psittacanthus cyclophyllus
- Psittacanthus dentatus
- Psittacanthus dichroos
- Psittacanthus dilatatus
- Psittacanthus dillonii
- Psittacanthus divaricatus
- Psittacanthus duckei
- Psittacanthus elegans
- Psittacanthus eucalyptifolius
- Psittacanthus excrenulatus
- Psittacanthus geniculatus
- Psittacanthus gentryi
- Psittacanthus gigas
- Psittacanthus gracilipes
- Psittacanthus grandifolius
- Psittacanthus hamulifer
- Psittacanthus hatschbachii
- Psittacanthus irwinii
- Psittacanthus julianus
- Psittacanthus karwinskianus
- Psittacanthus kempffii
- Psittacanthus krameri
- Psittacanthus krausei
- Psittacanthus lamprophyllus
- Psittacanthus lasianthus
- Psittacanthus lasserianus
- Psittacanthus leptanthus
- Psittacanthus linearis
- Psittacanthus lopanthus
- Psittacanthus macrantherus
- Psittacanthus martinicensis
- Psittacanthus mayanus
- Psittacanthus melinonii
- Psittacanthus mexicanus
- Psittacanthus micrantherus
- Psittacanthus microphyllus
- Psittacanthus minor
- Psittacanthus mirandensis
- Psittacanthus montis-neblinae
- Psittacanthus nodosissimus
- Psittacanthus nudus
- Psittacanthus oblongifolius
- Psittacanthus ophiocephalus
- Psittacanthus ovatus
- Psittacanthus palmeri
- Psittacanthus panamensis
- Psittacanthus pangui
- Psittacanthus pascoensis
- Psittacanthus paxianus
- Psittacanthus peculiaris
- Psittacanthus pentaphyllos
- Psittacanthus peronopetalus
- Psittacanthus pilanthus
- Psittacanthus pinicola
- Psittacanthus piurensis
- Psittacanthus plagiophyllus
- Psittacanthus pluricotyledonarius
- Psittacanthus pusillus
- Psittacanthus pustulosus
- Psittacanthus quadrangularis
- Psittacanthus quadrifolius
- Psittacanthus ramiflorus
- Psittacanthus redactus
- Psittacanthus rhynchanthus
- Psittacanthus robustus
- Psittacanthus roldanii
- Psittacanthus rotundatus
- Psittacanthus rugostylus
- Psittacanthus salicifolius
- Psittacanthus salvadorensis
- Psittacanthus scheryi
- Psittacanthus schiedeanus
- Psittacanthus schultesii
- Psittacanthus smithii
- Psittacanthus sonorae
- Psittacanthus stergiosii
- Psittacanthus subalatus
- Psittacanthus sulcatus
- Psittacanthus tenellus
- Psittacanthus ternatus
- Psittacanthus truncatus
- Psittacanthus tubatus
- Psittacanthus tumbecensis
- Psittacanthus valleculanthus
- Psittacanthus wiensii
- Psittacanthus wurdackii
- Psittacanthus zonatus